# Élections législatives de 2022 en Nouvelle-Calédonie
Les élections législatives françaises de 2022 se dérouleront les 12 et 19 juin. Dans la Nouvelle-Calédonie, deux députés sont à élire dans le cadre de deux circonscriptions.

## Contexte

### Résultats de l'élection présidentielle de 2022 par circonscription
| Circonscription    | 1er tour | 1er tour | 1er tour  | 1er tour |         | 2d tour | 2d tour |
| Circonscription    | Macron   | Le Pen   | Mélenchon | Zemmour  | Macron  | Le Pen  |         |
| ------------------ | -------- | -------- | --------- | -------- | ------- | ------- | ------- |
| Circonscription    |          |          |           |          |         |         |         |
| 1re                | 41,81 %  | 16,83 %  | 12,37 %   | 10,61 %  | 63,84 % | 36,16 % |         |
| 2e                 | 39,30 %  | 20,69 %  | 15,08 %   | 7,75 %   | 58,53 % | 41,47 % |         |
| Nouvelle-Calédonie | 40,51 %  | 18,83 %  | 13,77 %   | 9,13 %   | 61,03 % | 39,97 % |         |

## Système électoral
Les élections législatives ont lieu au scrutin uninominal majoritaire à deux tours dans des circonscriptions uninominales.
Est élu au premier tour le candidat qui réunit la majorité absolue des suffrages exprimés et un nombre de voix au moins égal au quart (25 %) des électeurs inscrits dans la circonscription. Si aucun des candidats ne satisfait ces conditions, un second tour est organisé entre les candidats ayant réuni un nombre de voix au moins égal à un huitième des inscrits (12,5 %) ; les deux candidats arrivés en tête du premier tour se maintiennent néanmoins par défaut si un seul ou aucun d'entre eux n'a atteint ce seuil. Au second tour, le candidat arrivé en tête est déclaré élu.
Le seuil de qualification basé sur un pourcentage du total des inscrits et non des suffrages exprimés rend plus difficile l'accès au second tour lorsque l'abstention est élevée. Le système permet en revanche l'accès au second tour de plus de deux candidats si plusieurs d'entre eux franchissent le seuil de 12,5 % des inscrits. Les candidats en lice au second tour peuvent ainsi être trois, un cas de figure appelé « triangulaire ». Les second tours où s'affrontent quatre candidats, appelés « quadrangulaire » sont également possibles, mais beaucoup plus rares.

### Partis et nuances
Les résultats des élections sont publiées en France par le ministère de l'Intérieur, qui classe les partis en leur attribuant des nuances politiques. Ces dernières sont décidées par les préfets, qui les attribuent indifféremment de l'étiquette politique déclarée par les candidats, qui peut être celle d'un parti ou une candidature sans étiquette.
En 2022, seuls les coalitions Ensemble (ENS) et Nouvelle Union populaire écologique et sociale (NUP), ainsi que le Parti radical de gauche (RDG), l'Union des démocrates et indépendants (UDI), Les Républicains (LR), le Rassemblement national (RN) et Reconquête (REC) se voient attribués des nuances propres,,.
Tous les autres partis se voient attribués l'une ou l'autre des nuances suivantes : DXG (divers extrême gauche), DVG (divers gauche), ECO (écologiste), REG (régionaliste), DVC (divers centre), DVD (divers droite), DSV (droite souverainiste) et DXD (divers extrême droite). Des partis comme Debout la France ou Lutte ouvrière ne disposent ainsi pas de nuances propres, et leurs résultats nationaux ne sont pas publiés séparément par le ministère, car mélangés avec d'autres partis (respectivement dans les nuances DSV et DXG),.

## Résultats

### Élus
| Circonscription                                 | Député sortant   | Parti | Parti | Groupe | Député élu ou réélu | Parti | Parti | Groupe |
| ----------------------------------------------- | ---------------- | ----- | ----- | ------ | ------------------- | ----- | ----- | ------ |
| 1re                                             | Philippe Dunoyer |       | CE    | UDI    | Philippe Dunoyer    |       | CE    | REN    |
| 2e                                              | Philippe Gomès * |       | CE    | UDI    | Nicolas Metzdorf    |       | GNC   | REN    |
| * député sortant ne se représentant pas en 2022 |                  |       |       |        |                     |       |       |        |

### Résultats à l'échelle de la collectivité

#### Résultats par coalition
| Parti et coalition                                              | Parti et coalition                                              | Parti et coalition                                    | Premier tour | Premier tour | Premier tour | Second tour   | Second tour   | Second tour | Total Sièges  | +/-           |
| Parti et coalition                                              | Parti et coalition                                              | Parti et coalition                                    | Voix         | %            | Sièges       | Voix          | %             | Sièges      | Total Sièges  | +/-           |
| --------------------------------------------------------------- | --------------------------------------------------------------- | ----------------------------------------------------- | ------------ | ------------ | ------------ | ------------- | ------------- | ----------- | ------------- | ------------- |
|                                                                 |                                                                 | Générations NC (GNC)                                  | 13 552       | 19,49        | 0            | 31 398        | 32,53         | 1           | 1             | Nv            |
|                                                                 | Calédonie ensemble (CE)                                         | 11 982                                                | 17,23        | 0            | 25 652       | 26,57         | 1             | 1           | 1             |               |
| Total Union loyaliste (LOY) - Ensemble (ENS)                    | Total Union loyaliste (LOY) - Ensemble (ENS)                    | 25 534                                                | 36,71        | 0            | 57 050       | 59,10         | 2             | 2           | en stagnation |               |
|                                                                 |                                                                 | Union calédonienne (UC)                               | 13 175       | 18,94        | 0            | 26 500        | 27,45         | 0           | 0             | Nv            |
|                                                                 | Parti de libération kanak (PALIKA)                              | 6 360                                                 | 9,14         | 0            | 12 979       | 13,45         | 0             | 0           | en stagnation |               |
| Total Front de libération nationale kanak et socialiste (FLNKS) | Total Front de libération nationale kanak et socialiste (FLNKS) | 19 535                                                | 28,09        | 0            | 39 479       | 40,90         | 0             | 0           | en stagnation |               |
|                                                                 |                                                                 | Le Rassemblement-Les Républicains (R-LR)              | 12 860       | 18,49        | 0            |               |               |             | 0             | en stagnation |
| Total Union de la droite et du centre (UDC)                     | Total Union de la droite et du centre (UDC)                     | 12 860                                                | 18,49        | 0            | 0            | en stagnation |               |             |               |               |
|                                                                 | Rassemblement national (RN)                                     | Rassemblement national (RN)                           | 3 541        | 5,09         | 0            | 0             | en stagnation |             |               |               |
|                                                                 | Construire autrement (CA)                                       | Construire autrement (CA)                             | 2 475        | 3,56         | 0            | 0             | Nv            |             |               |               |
|                                                                 | Mouvement néo-indépendantiste et souverainiste (MNIS)           | Mouvement néo-indépendantiste et souverainiste (MNIS) | 1 362        | 1,96         | 0            | 0             | Nv            |             |               |               |
|                                                                 |                                                                 | Les Patriotes (LP)                                    | 686          | 0,99         | 0            | 0             | Nv            |             |               |               |
|                                                                 | Debout la France (DLF)                                          | 428                                                   | 0,62         | 0            | 0            | Nv            |               |             |               |               |
| Total Union pour la France (UPF)                                | Total Union pour la France (UPF)                                | 1 114                                                 | 1,60         | 0            | 0            | Nv            |               |             |               |               |
|                                                                 | Mouvement des citoyens français (MCF)                           | Mouvement des citoyens français (MCF)                 | 645          | 0,93         | 0            | 0             | Nv            |             |               |               |
|                                                                 | Sans étiquette (SE)                                             | Sans étiquette (SE)                                   | 2 484        | 3,57         | 0            | 0             | en stagnation |             |               |               |
|                                                                 |                                                                 |                                                       |              |              |              |               |               |             |               |               |
| Suffrages exprimés                                              | Suffrages exprimés                                              | Suffrages exprimés                                    | 69 550       | 97,61        |              | 96 529        | 97,55         |             |               |               |
| Votes blancs                                                    | Votes blancs                                                    | Votes blancs                                          | 1 201        | 1,69         | 1 579        | 1,60          |               |             |               |               |
| Votes nuls                                                      | Votes nuls                                                      | Votes nuls                                            | 499          | 0,70         | 850          | 0,86          |               |             |               |               |
| Total                                                           | Total                                                           | Total                                                 | 71 250       | 100          | 0            | 98 958        | 100           | 2           | 2             | en stagnation |
| Abstentions                                                     | Abstentions                                                     | Abstentions                                           | 147 912      | 67,49        |              | 120 196       | 54,85         |             |               |               |
| Inscrits/Participation                                          | Inscrits/Participation                                          | Inscrits/Participation                                | 219 162      | 32,51        | 219 154      | 45,15         |               |             |               |               |

#### Résultats par nuance
| Nuance                 | Nuance                 | Nuance                 | Premier tour | Premier tour | Premier tour | Second tour | Second tour   | Second tour | Total Sièges | +/-           |  |
| Nuance                 | Nuance                 | Nuance                 | Voix         | %            | Sièges       | Voix        | %             | Sièges      | Total Sièges | +/-           |  |
| ---------------------- | ---------------------- | ---------------------- | ------------ | ------------ | ------------ | ----------- | ------------- | ----------- | ------------ | ------------- |  |
|                        | Ensemble !             | ENS                    | 25 534       | 36,71        | 0            | 57 050      | 59,10         | 2           | 2            | en stagnation |  |
|                        | Régionaliste           | REG                    | 20 897       | 30,05        | 0            | 39 479      | 40,90         | 0           | 0            | en stagnation |  |
|                        | Les Républicains       | LR                     | 12 860       | 18,49        | 0            |             |               |             | 0            | en stagnation |  |
|                        | Rassemblement national | RN                     | 3 541        | 5,09         | 0            | 0           | en stagnation |             |              |               |  |
|                        | Divers droite          | DVD                    | 2 816        | 4,05         | 0            | 0           | en stagnation |             |              |               |  |
|                        | Divers centre          | DVC                    | 2 475        | 3,56         | 0            | 0           | Nv            |             |              |               |  |
|                        | Droite souverainiste   | DSV                    | 1 114        | 1,60         | 0            | 0           | Nv            |             |              |               |  |
|                        | Divers                 | DIV                    | 313          | 0,45         | 0            | 0           | en stagnation |             |              |               |  |
|                        |                        |                        |              |              |              |             |               |             |              |               |  |
| Suffrages exprimés     | Suffrages exprimés     | Suffrages exprimés     | 69 550       | 97,61        |              | 96 529      | 97,55         |             |              |               |  |
| Votes blancs           | Votes blancs           | Votes blancs           | 1 201        | 1,69         | 1 579        | 1,60        |               |             |              |               |  |
| Votes nuls             | Votes nuls             | Votes nuls             | 499          | 0,70         | 850          | 0,86        |               |             |              |               |  |
| Total                  | Total                  | Total                  | 71 250       | 100          | 0            | 98 958      | 100           | 2           | 2            | en stagnation |  |
| Abstentions            | Abstentions            | Abstentions            | 147 912      | 67,49        |              | 120 196     | 54,85         |             |              |               |  |
| Inscrits/Participation | Inscrits/Participation | Inscrits/Participation | 219 162      | 32,51        | 219 154      | 45,15       |               |             |              |               |  |

### Résultats par circonscription

#### Première circonscription
Député sortant : Philippe Dunoyer (Calédonie ensemble).
| Candidat                 | Candidat                 | Parti et coalition       | Nuance                   | Premier tour | Premier tour | Second tour | Second tour |
| Candidat                 | Candidat                 | Parti et coalition       | Nuance                   | Voix         | %            | Voix        | %           |
| ------------------------ | ------------------------ | ------------------------ | ------------------------ | ------------ | ------------ | ----------- | ----------- |
|                          | Philippe Dunoyer,        | CE (ENS)                 | ENS                      | 11 982       | 40,83        | 25 652      | 66,40       |
|                          | Walisaune Wahetra        | PALIKA (FLNKS)           | REG                      | 6 360        | 21,67        | 12 979      | 33,60       |
|                          | Virginie Ruffenach       | R-LR (UDC)               | LR                       | 4 102        | 13,98        |             |             |
|                          | Pascal Lafleur           | SE                       | DVD                      | 2 171        | 7,40         |             |             |
|                          | Guy-Olivier Cuénot       | RN                       | RN                       | 1 941        | 6,61         |             |             |
|                          | Joël Kasarhérou,         | CA                       | DVC                      | 1 461        | 4,98         |             |             |
|                          | Jérémy Simon             | LP (UPF)                 | DSV                      | 686          | 2,34         |             |             |
|                          | Antoine Gil              | MCF                      | DVD                      | 645          | 2,20         |             |             |
|                          |                          |                          |                          |              |              |             |             |
| Votes valides            | Votes valides            | Votes valides            | Votes valides            | 29 348       | 97,63        | 38 631      | 97,24       |
| Votes blancs             | Votes blancs             | Votes blancs             | Votes blancs             | 541          | 1,80         | 771         | 1,94        |
| Votes nuls               | Votes nuls               | Votes nuls               | Votes nuls               | 171          | 0,57         | 325         | 0,82        |
| Total                    | Total                    | Total                    | Total                    | 30 060       | 100          | 39 727      | 100         |
| Abstention               | Abstention               | Abstention               | Abstention               | 66 859       | 68,98        | 57 205      | 59,02       |
| Inscrits / participation | Inscrits / participation | Inscrits / participation | Inscrits / participation | 96 919       | 31,02        | 96 932      | 40,98       |

#### Deuxième circonscription
Député sortant : Philippe Gomès (Calédonie ensemble).
| Candidat                 | Candidat                 | Parti et coalition       | Nuance                   | Premier tour | Premier tour | Second tour | Second tour |
| Candidat                 | Candidat                 | Parti et coalition       | Nuance                   | Voix         | %            | Voix        | %           |
| ------------------------ | ------------------------ | ------------------------ | ------------------------ | ------------ | ------------ | ----------- | ----------- |
|                          | Nicolas Metzdorf         | GNC (ENS)                | ENS                      | 13 552       | 33,71        | 31 398      | 54,23       |
|                          | Gérard Reignier          | UC (FLNKS)               | REG                      | 13 175       | 32,77        | 26 500      | 45,77       |
|                          | Thierry Santa            | R-LR (UDC)               | LR                       | 8 758        | 21,78        |             |             |
|                          | Alain Descombels         | RN                       | RN                       | 1 600        | 3,98         |             |             |
|                          | Muneiko Haocas           | MNIS                     | REG                      | 1 362        | 3,39         |             |             |
|                          | Michèle Homboé,          | CA                       | DVC                      | 1 014        | 2,52         |             |             |
|                          | Véronique Pagand         | DLF (UPF)                | DSV                      | 428          | 1,06         |             |             |
|                          | Joannes Ititiaty         | SE                       | DIV                      | 193          | 0,48         |             |             |
|                          | Manuel Millar            | SE                       | DIV                      | 120          | 0,30         |             |             |
|                          |                          |                          |                          |              |              |             |             |
| Votes valides            | Votes valides            | Votes valides            | Votes valides            | 40 202       | 97,60        | 57 898      | 97,75       |
| Votes blancs             | Votes blancs             | Votes blancs             | Votes blancs             | 660          | 1,60         | 808         | 1,36        |
| Votes nuls               | Votes nuls               | Votes nuls               | Votes nuls               | 328          | 0,80         | 525         | 0,89        |
| Total                    | Total                    | Total                    | Total                    | 41 190       | 100          | 59 231      | 100         |
| Abstention               | Abstention               | Abstention               | Abstention               | 81 053       | 66,30        | 62 991      | 51,54       |
| Inscrits / participation | Inscrits / participation | Inscrits / participation | Inscrits / participation | 122 243      | 33,70        | 122 222     | 48,46       |